# Mont Caroline
Caroline är ett berg i Antarktis. Det ligger i Östantarktis. Frankrike gör anspråk på området. Toppen på Caroline är 40 meter över havet.
Terrängen runt Caroline är platt åt sydost, men åt sydväst är den kuperad. Havet är nära Caroline norrut. Trakten är glest befolkad. Närmaste befolkade plats är Dumont d'Urville Station, 0,69 kilometer sydväst om Caroline. 